# Костомукшский заповедник
Госуда́рственный приро́дный запове́дник «Костому́кшский» — заповедник, расположенный в пределах Калевальского и Муезерского районов Республики Карелия. Территория заповедника, вместе с Калевальским национальным парком входит в биосферный резерват «Метсола» с 12 июня 2017 года.

## История
Костомукшский государственный природный заповедник создан 14 декабря 1983 года. Заповедник проектировался как часть регионального комплекса, и в его задачи первоначально входила нейтрализация отрицательных последствий промышленной деятельности быстро развивавшегося Костомукшского горно-обогатительного комбината.
Его общая площадь 49 200 га. Это один из пяти заповедников России, являющийся трансграничным: в 1990 году был создан российско-финский заповедник «Дружба», с российской стороны представленный Костомукшским, а с финской — пятью изолированными природоохранными зонами. 12 июня 2017 года заповедник вошёл в состав биосферного резервата «Метсола». Название «Метсола» имеет карельские корни. Согласно эпосу Калевала Метсола — владения хозяина леса Тапио.

## Географические сведения
Климат характеризуется тем, что данная территория находится в атлантико-арктической климатической области умеренного пояса. Среднегодовая температура воздуха 0,5°С. Средняя продолжительность безморозного периода составляет 183 дня.
Территория заповедника покрыта преимущественно северотаёжными лесами. Много озёр и проточных водоёмов, есть заболоченные участки.

## Флора и фауна
На территории заповедника зарегистрировано 182 вида птиц. На его территории встречаются около 300—350 видов сосудистых растений. В фауне заповедника насчитывается 26 видов млекопитающих. Имеется 2 вида земноводных. На территории заповедника отмечено постоянное обитание 16 видов рыб.
Фауна птиц обычна для таёжных лесов региона: рябчик, глухарь. Белка, лесная куница, бурый медведь и лось — характерные его представители. Особым вниманием пользуется популяция лесной формы северного оленя, сохранившегося лишь в этом районе Карелии — в заповеднике и к югу от него. Она во время сезонных миграций пересекает государственную границу; советские и финские учёные изучали её по совместной программе. Ихтиофауна типичная для региона; по заповедным рекам проходит на нерест западный лосось, требующий строгой охраны.

## Научный профиль
Изучение естественного хода процессов в природном комплексе северотаёжной подзоны на территории Карелии, выявление влияния производственной деятельности горно-обогатительного комбината на коренные биогеоценозы заповедника, разработка методов охраны и восстановления заповедных экосистем.